# Praia da Nazaré

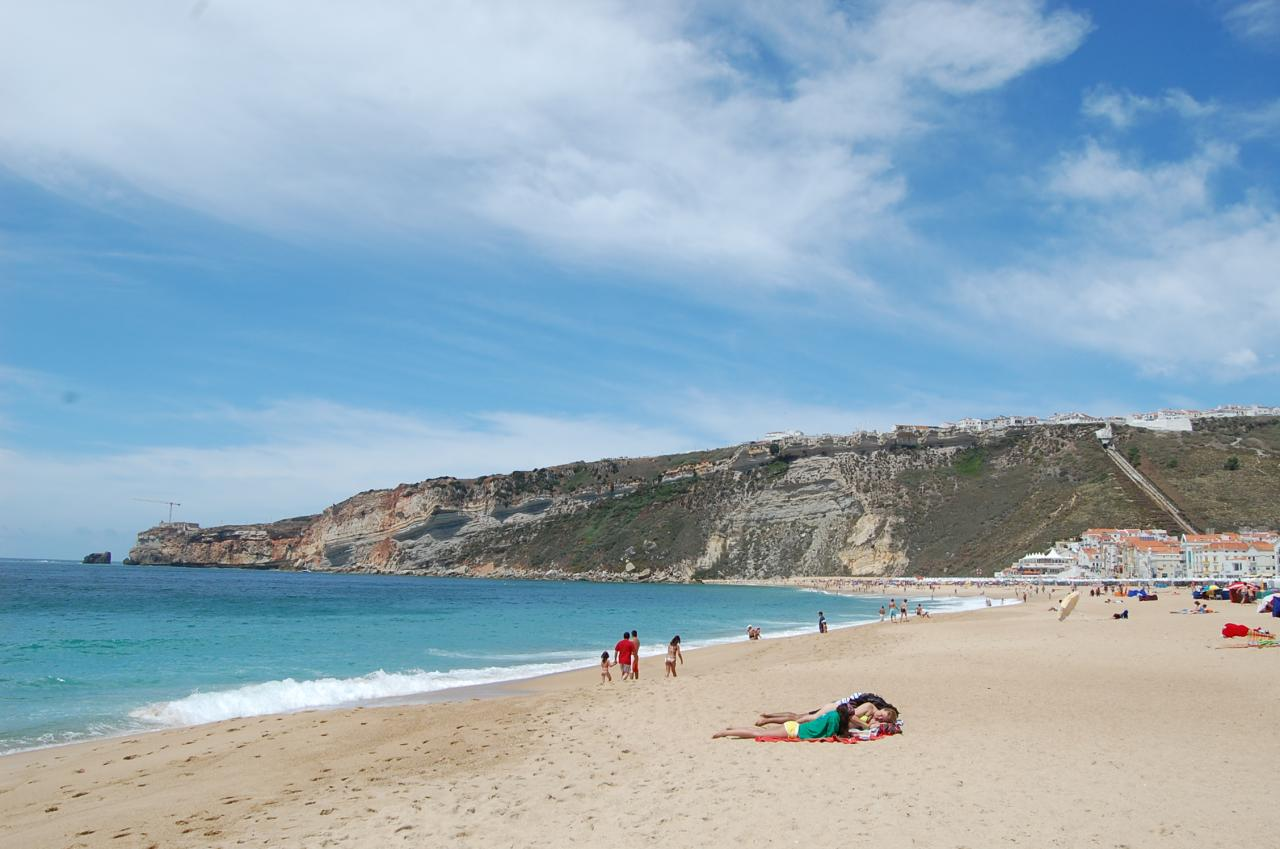
Praia da Nazaré

Praia da Nazaré (Plaża Nazaré) – nadmorska dzielnica jednej z najbardziej tradycyjnych portugalskich wiosek rybackich, Nazaré, a także najbardziej znana plaża kąpielowa na zachodnim wybrzeżu, w regionie Centrum, nad Oceanem Atlantyckim. Plaża mieści się całkowicie w granicach administracyjnych miasta, a ze względu na silny wiatr i wysokie fale jest doskonałym miejscem do uprawy surfingu i bodyboardingu.
Między plażą a górną częścią Nazaré zwaną Sítio da Nazaré kursuje kolej linowo-terenowa.